# Marc Groenhuijsen

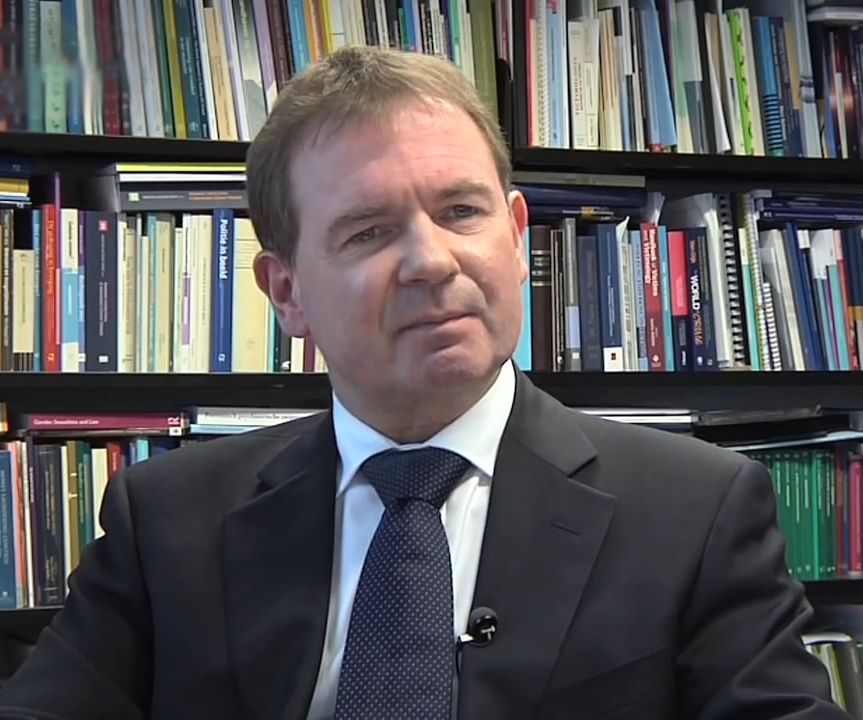
Marc Groenhuijsen (2012)

Marcus Silvester „Marc“ Groenhuijsen (* 1956) ist ein niederländischer Rechtswissenschaftler und Hochschullehrer an der Universität Tilburg.

## Leben und Wirken
Nach rechtswissenschaftlichem Studium und Assistententätigkeit wurde Groenhuijsen 1985 mit der strafrechtlichen Schrift Schadevergoeding voor slachtoffers van delicten in het strafgeding von der Universität Leiden zum Dr. iur. promoviert. Anschließend war er als außerordentlicher Professor für Strafrecht und Strafprozessrecht an der Universität Leiden tätig. 1987 wechselte Groenhuijsen an die Universität Tilburg, wo er seitdem den ordentlichen Lehrstuhl für Strafrecht und Strafprozessrecht innehat und gleichzeitig die Abteilung für Strafrecht leitet. Seit 2005 trägt sein Lehrstuhl die Bezeichnung „Lehrstuhl für Strafrecht, Strafprozessrecht und Viktimologie“. Von 1992 bis 1995 war Groenhuijsen Dekan der Tilburger rechtswissenschaftlichen Fakultät und von 1997 1998 Dekan der Fakultät für Sozialwissenschaften. Außerdem war er von 1986 bis 2016 im Nebenamt Richter am Bezirksgericht von Rotterdam und ist seit 1992 Richter am Berufungsgericht von Arnhem. Seit 2005 ist er Mitglied der Königlich Niederländischen Akademie der Wissenschaften.
Groenhuijsens Forschungsschwerpunkte liegen vor allem in der Strafrechtsdogmatik, insbesondere im Bereich der Täter-Opfer-Beziehung, der Sterbehilfe und der Strafrechtsvergleichung sowie dem internationalen Strafrecht.